# Stromabecher
Die Stromabecher (Rutstroemia) sind eine Pilzgattung in der Familie der Stromabecherverwandten mit rund zehn Arten in Mitteleuropa. Der wissenschaftliche Gattungsname ehrt den schwedischen Wissenschaftler Carl Birger Rutström (1758–1826), Arzt und Botaniker, Mitglied der Schwedischen Akademie.

## Merkmale
Die Fruchtkörper sind lang-gestielte, becherförmige Apothecien und entspringen einzeln oder zu mehreren aus dem stromatisierten Pflanzengewebe. Das äußere Excipulum der Apothecien besitzt eckige bis prismatische Zellen mit einer bedeutenden Schicht gelatinisierter Hyphen. Ihre Konsistenz ist daher ziemlich fest und zäh. Die Sporen sind bei Reife septiert und mehrzellig. Oft werden kleine Nebensporen an den Enden abgeschnürt. Der Ascus-Porus färbt sich in Lugolscher Lösung violett. Es werden keine Sklerotien gebildet.

## Ökologie
Die Stromabecher besiedeln abgestorbenes Pflanzengewebe, das sie stromatisieren und dadurch schwärzen. Bekannt sind Arten auf totem Holz, Blattstängeln oder auf Fruchtschalen, aber niemals werden die Früchte selbst besiedelt.

## Systematik
Manche Autoren stellten die Arten in die ähnliche Gattung Ciboria. Heute wird sie aber in eine eigene Familie, die Stromabecherverwandten (Rutstroemiaceae) gestellt. Die Typusart ist Rutstroemia firma.

## Arten
In Österreich kommen folgende Arten vor:
- Rutstroemia alni
- Hainbuchen-Stromabecherling (Rutstroemia bolaris)
- Fichtenzapfen-Stromabecherling (Rutstroemia bulgarioides) (Syn.: Piceomphale bulgarioides (Rabenhorst 1867) Svrček 1957)
- Erlenblatt-Stromabecherling (Rutstroemia conformata)
- Kastanienschalen-Stromabecherling (Rutstroemia echinophila): wird jetzt als Lanzia echinophila bezeichnet[3]
- Weißtannen-Stromabecherling (Rutstroemia elatina)
- Harter Stromabecherling (Rutstroemia firma)
- Rutstroemia henningsiana
- Gelbgrünlicher Stromabecherling (Rutstroemia luteovirescens): wird jetzt als Lanzia luteovirescens bezeichnet[4]
- Kleinsporiger Stromakelchbecherling (Rutstroemia microsperma)
- Blattstiel-Stromabecherling (Rutstroemia petiolorum)
- Eichenblatt-Stromabecherling (Rutstroemia sydowiana)